# マナフワ県

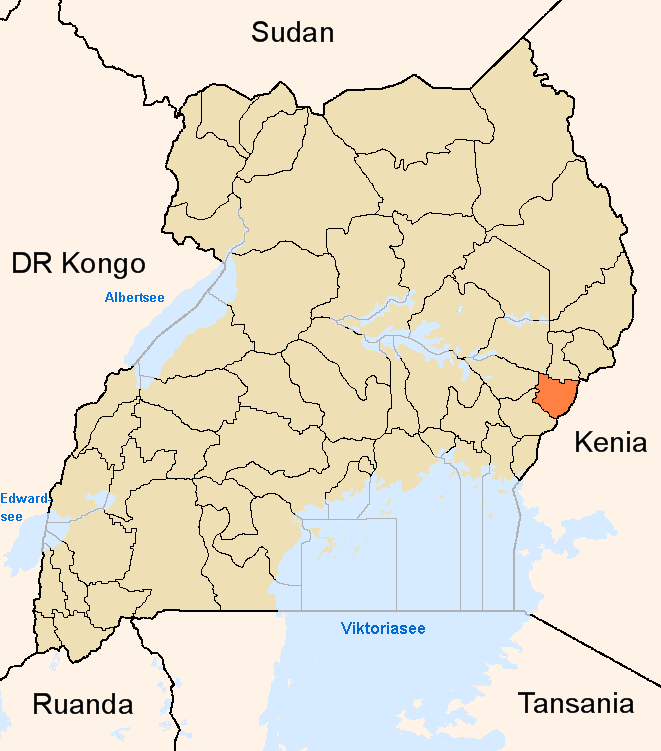
2001年から2005年のムバレ県と県境、南東部がマナフワ県

マナフワ県 (マナフワけん、Manafwa District) はウガンダ東部エルゴン山南西麓の県。ブギスの南部に位置し、2005年7月1日にムバレ県から南東部のブブロ郡と東部のマジヤ（マンジヤ）郡の分割により設置され、2006年7月にマジヤ郡はブドゥダ県に分割された。ブブロ郡とマジヤ郡の間を流れるマナフワ（マナファ）川から、当初マナファ県やマナファ川県とされていた。2006年以降の面積はおよそ451 km²。2002年の国勢調査人口は 264,383 人。10の副郡が置かれている。都市人口比率は低く、98%は農村部に住み、残り2%が交易所周辺に住む。知事に相当する第5地域議会 (LC5) 議長はチャールズ・ワリンブワ。

## 隣接する県
南西にブケディのトロロ県、東はケニア西部州マウントエルゴン県、ブンゴマ県と接する。
- ブドゥダ県
- ナミシンドワ県
- トロロ県
- ムバレ県